# Lyndhurst (New Jersey)
Lyndhurst ist ein Township im Bergen County, New Jersey, USA. Das U.S. Census Bureau hat bei der Volkszählung 2020 eine Einwohnerzahl von 22.519 ermittelt.

## Geographie
Die geographischen Koordinaten der Stadt sind 40°48'27" nördliche Breite und 74°7'13" westliche Länge.
Nach den Angaben des United States Census Bureaus hat die Stadt eine Gesamtfläche von 12,7 km2, wovon 12,0 km2 Land und 0,7 km2 (5,30 %) Wasser ist.

## Geschichte
Der National Park Service weist für Lyndhurst drei Gebäude im National Register of Historic Places (NRHP) aus (Stand 25. Dezember 2018), darunter das Jeremiah J. Yeareance House.

## Demographie
Nach der Volkszählung von 2000 gibt es 19.383 Menschen, 7.877 Haushalte und 5.206 Familien in der Stadt. Die Bevölkerungsdichte beträgt 1.609,4 Einwohner pro km2. 89,94 % der Bevölkerung sind Weiße, 0,61 % Afroamerikaner, 0,05 % amerikanische Ureinwohner, 5,40 % Asiaten, 0,01 % pazifische Insulaner, 2,05 % anderer Herkunft und 1,95 % Mischlinge. 9,00 % sind Latinos unterschiedlicher Abstammung.
Von den 7.877 Haushalten haben 25,8 % Kinder unter 18 Jahre. 51,1 % davon sind verheiratete, zusammenlebende Paare, 11,2 % sind alleinerziehende Mütter, 33,9 % sind keine Familien, 28,8 % bestehen aus Singlehaushalten und in 12,6 % Menschen sind älter als 65. Die Durchschnittshaushaltsgröße beträgt 2,46, die Durchschnittsfamiliengröße 3,06.
19,1 % der Bevölkerung sind unter 18 Jahre alt, 7,6 % zwischen 18 und 24, 32,4 % zwischen 25 und 44, 23,1 % zwischen 45 und 64, 17,7 % älter als 65. Das Durchschnittsalter beträgt 40 Jahre. Das Verhältnis Frauen zu Männer beträgt 100:91,1, für Menschen älter als 18 Jahre beträgt das Verhältnis 100:88,2.
Das jährliche Durchschnittseinkommen der Haushalte beträgt 53.375 USD, das Durchschnittseinkommen der Familien 63.758 USD. Männer haben ein Durchschnittseinkommen von 42.359 USD, Frauen 35.429 USD. Der Pro-Kopf-Einkommen der Stadt beträgt 25.940 USD. 4,6 % der Bevölkerung und 2,8 % der Familien leben unterhalb der Armutsgrenze, davon sind 4,2 % Kinder oder Jugendliche jünger als 18 Jahre und 7,6 % der Menschen sind älter als 65.

## Söhne und Töchter der Stadt
- Robert O’Brien (1908–1987), Autorennfahrer[4]
- Alan Grieco (* 1946), Radrennfahrer
- Melissa Fumero (* 1982), Schauspielerin